# Эремотерий
Эремотерий (лат. Eremotherium, от др.-греч. ἐρῆμος θηρίον «одиноко живущий зверь») — вымерший род гигантских ленивцев, представитель мегафауны, живший с плиоцена по плейстоцен, 2,5 млн — 11 000 лет назад. Назван Ф. Спиллманном в 1948 году.

## Описание

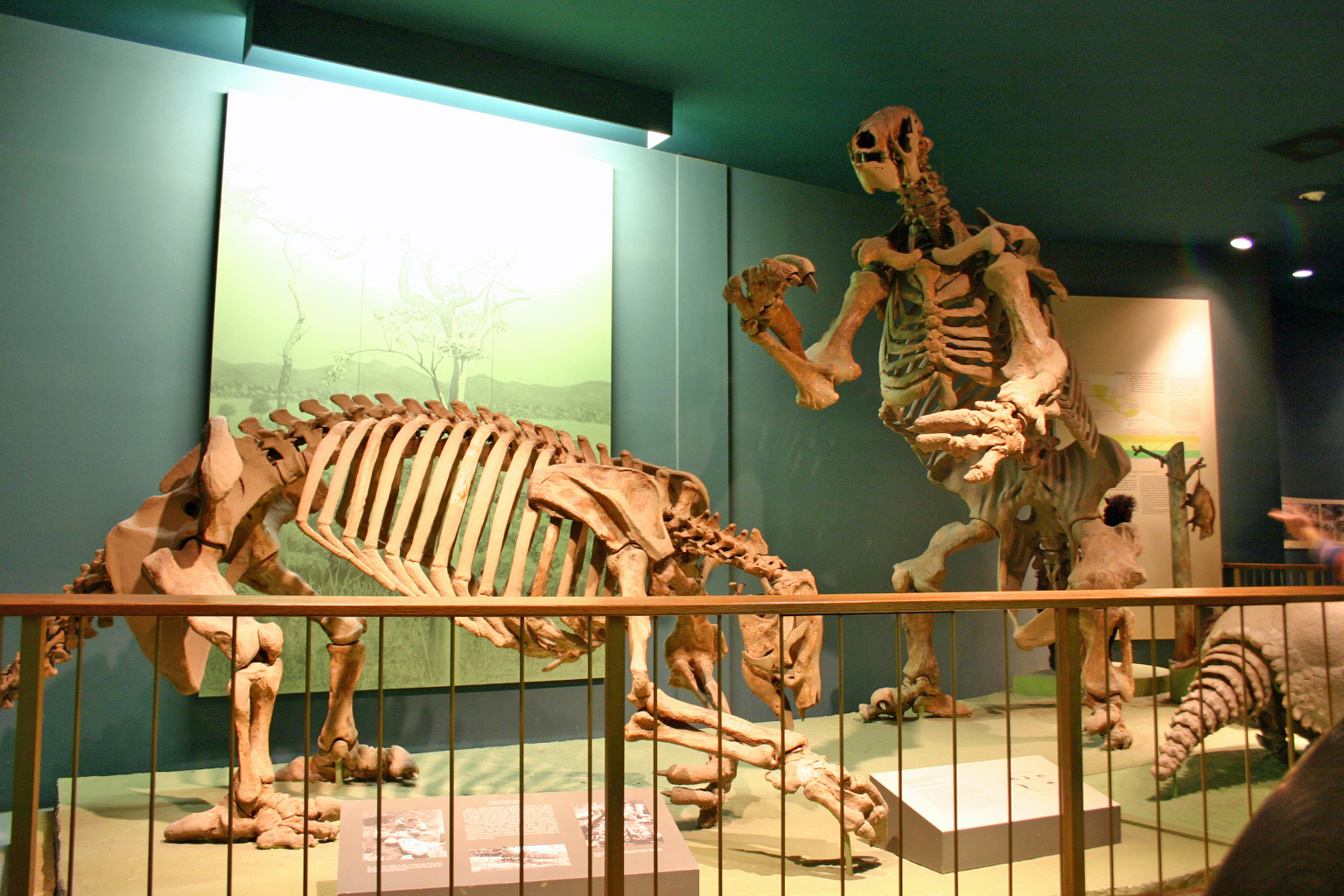
Монтированные скелеты Eremotherium laurillardi в Национальном музее естественной истории Вашингтона

При длине 6 м и массе более 3 т эремотерий сопоставим по размеру с мегатерием, однако был распространён шире, вплоть до Южной Каролины, что делает его одним из крупнейших ленивцев в Северной Америке. Эремотерий найден в США, Мексике, Гватемале, Сальвадоре, Гондурасе, Никарагуа, Коста-Рике, Панаме, Венесуэле, Эквадоре, Перу, Бразилии и Боливии.

## Таксономия
Эремотерий был включён в подсемейство Megatheriinae в 1995 году и в семейство Megatheriidae по Спиллманну (1948), Кэрроллу (1988) и Сиснеросу (2005).

## Виды
По данным сайта Fossilworks, на январь 2019 года в род включают 4 вымерших вида:
- Eremotherium eomigrans (De Iuliis and Cartelle, 1999)
- Eremotherium elenense (Hoffstetter, 1949) syn. Schaubia elenensis
- Eremotherium laurillardi (Lund, 1842) syn. Megatherium laurillardi
- Eremotherium sefvei (De Iuliis and Saint-Andre, 1997)

E. mirabile (Leidy, 1855) и E. rusconii (Schaub, 1935) признаны синонимами к E. laurillardi.
E. eomigrans описан в 1999 году. Найден только во Флориде. Жил 4,9 млн — 300 000 лет назад. E. laurillardi описан Лундом в 1842 году. Найден в Бразилии и близлежащих местах. Этот вид обитал 780 000—11 000 лет назад.

## Палеоэкология
На прибрежной равнине плейстоценового Техаса, где обитали эремотерии, из других млекопитающих встречались два вида лошади, вилороговые, бизоны, кювьеронии, мамонты, западные верблюды, палеоламы и миксотоксодоны. Прочие животные были представлены крокодилами и крупными черепахами (возможно, родом Geochelone). В плейстоценовых саваннах на западе Никарагуа по соседству с эремотериями также обитали капибары Neochoerus aesopi, гигантские колумбийские мамонты и мелкие хищные енотовые. Вымерли, предположительно, в результате охоты на них первобытных людей.